# ルキウス・ウォレヌス
ルキウス・ウォレヌス（Lucius Vorenus, ? - 紀元前1世紀）は、共和政ローマ末期の人物で、ティトゥス・プッロとともにユリウス・カエサル『ガリア戦記』に登場する。ウォレヌスはカエサル指揮下、第13軍団ゲミナ所属のケントゥリオであり、プッロと昇進争いをしていた。
『ガリア戦記』第5巻第44章によると、ウォレヌスの記述はプッロとともに記載されている。それによると、両者は筆頭百人隊長を巡って熾烈な争いをしていたという。まず激しい戦闘中プッロが敵に対して猛烈な突撃をし、至近距離でピルムを投げたが、逆に敵の槍が刺さり、敵に周りを囲まれ剣が抜けない窮地に陥る。その時ウォレヌスがプッロの擁護のために敵に接近、近接戦闘でプッロからの注意をそらした。しかし今度は背後の敵をなぎ倒した際にウォレヌスが不整地で足をすべらせて、敵の攻撃を許してしまう。そこにプッロが救援に近づき、多数の敵を倒して二人は味方が叫ぶ喝采の声を受ける中退却した。